# Covarrés
Covarrés és un antic circ glacial situat entre els termes municipals de Brañosera i San Juan de Redondo. El seu origen etimològic segons la Carta-puebla de Brañosera, apareix amb el nom de Cobas Regis (Cova del Rei).

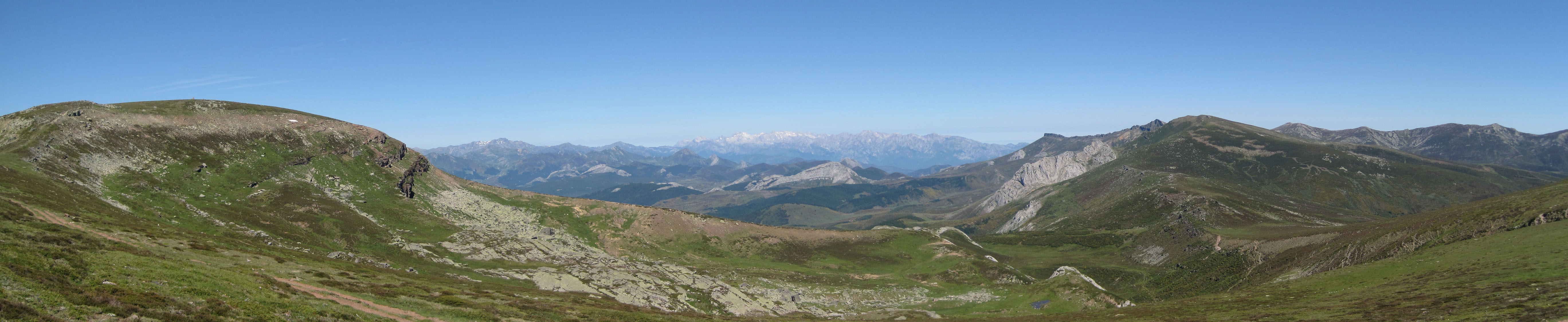
Circ de Covarrés

Ego Monnio Nunniz et uxor mea Argilo, […] damus vobis terminos, id est, ad locum qui dicitur Cotopetroso, et per illum villare, et per illos planos, et per illam civitatem antiquam, et per illum pradum Porquerum et per illas Cobas Regis et per illa Penna robra, et per illa foce via qua discurrent Asturianos et Corneconos, et per illum fixum Petrizum, qui est in valle Verezoso, et per illum cotum medianum.